# Uncensored Movies

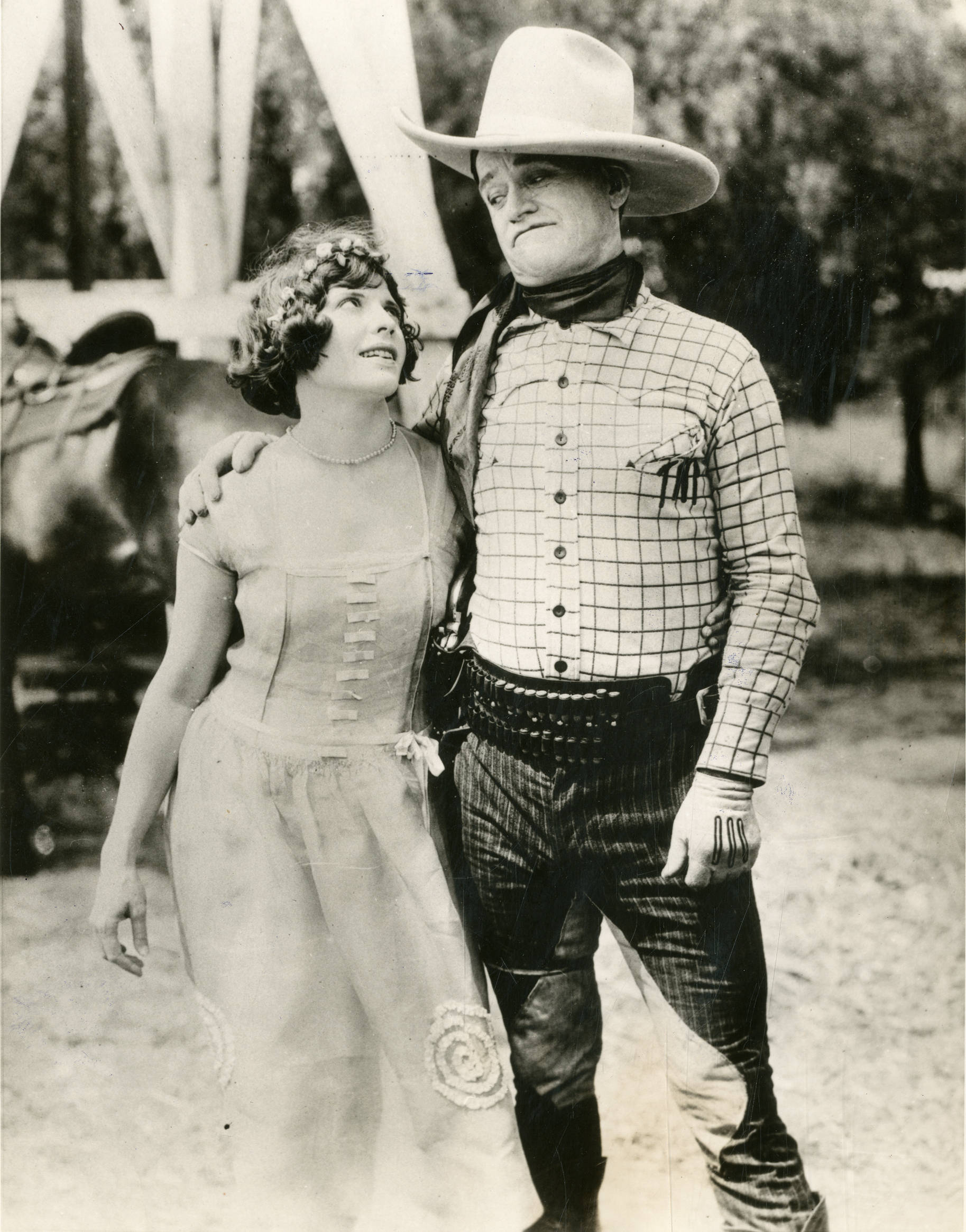
Marie Mosquini et Will Rogers dans une scène du film.

Uncensored Movies est un film américain réalisé par Roy Clements, sorti en 1923.

## Fiche technique
- Réalisation : Roy Clements
- Scénario : Hal Roach, H.M. Walker
- Photographie : Robert Doran, Otto Himm
- Montage : Thomas J. Crizer
- Durée :
- Date de sortie : 9 décembre 1923[1].

## Distribution
- Will Rogers : Lem Skagwillow
- Guinn 'Big Boy' Williams
- Marie Mosquini
- Earl Mohan
- Noah Young
- Ena Gregory : non créditée

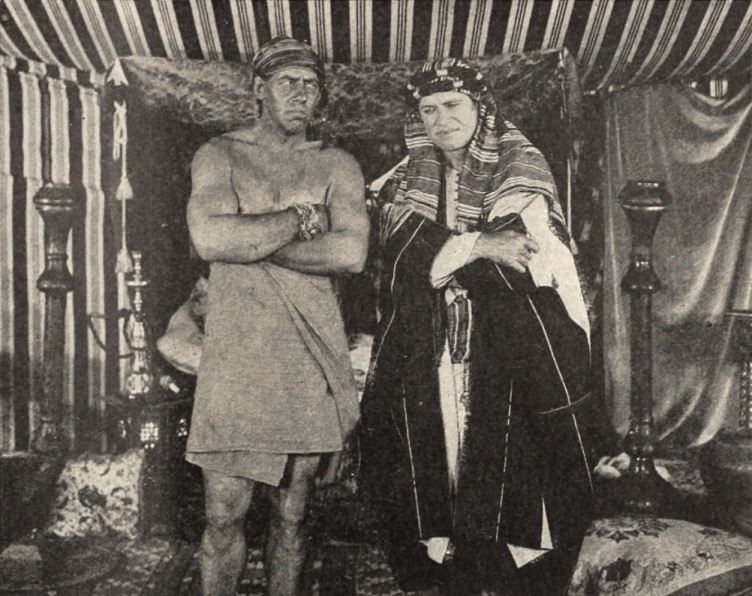
Un acteur non identifié aux côtés de Will Rogers.

- George Rowe : Jeeves - le Chauffeur (non crédité)